# Lưu Tế
Lưu Tế (chữ Hán: 劉濟, bính âm: Liu Ji, 757 - 20 tháng 8 năm 810), tên tự là Tế Chi (濟之), là tiết độ sứ Lư Long dưới thời nhà Đường trong lịch sử Trung Quốc. Ông kế nhiệm phụ thân mình là Lưu Phanh cai trị Lư Long từ năm 785 và cai trị trấn này trong 25 năm. Đến năm 810, khi đang hưởng ứng tiến hành chiến dịch chống lại họ Vương ở trấn Thành Đức, ông bị người con trai thứ hai là Lưu Tổng sát hại để đoạt ngôi.

## Thân thế và thời trẻ
Lưu Tế chào đời tại Phạm Dương (tiền thân của trấn Lư Long) năm 757 dưới thời hoàng đế Túc Tông nhà Đường, giữa lúc loạn An Sử đang nổ ra quyết liệt. Khi đó phụ thân của ông là Lưu Phanh đang là một quân nhân phục vụ dưới trướng của hoàng đế Đại Yên An Lộc Sơn (về sau thì Lưu Phanh về với nhà Đường). Cựu Đường thư ghi lại rằng mẫu thân của ông sinh nở khó khăn, khi sinh ông ra thì có người nhìn thấy đứa trẻ ra thành một con rắn to, hắc khí bay lên ngùn ngụt từ thân mình con rắn, nên hoảng sợ và bỏ chạy. Lưu Tế có hai người em trai là Lưu Nguyên và Lưu Yong.
Sau khi loạn An Sử bị dẹp (763), trấn Phạm Dương đổi tên thành Lư Long, trên danh nghĩa nằm dưới sự kiểm soát của nhà Đường nhưng thực tế thì các tiết độ sứ ở đây đã cai trị độc lập, chỉ thần phục triều đình trung ương trên giấy tờ mà thôi. Biến loạn xảy ra liên tục, ngôi tiết độ sứ đổi chỗ từ Lý Hoài Tiên, Chu Hi Thải, Chu Thử rồi Chu Thao. Chu Thao là người anh em con cô với Lưu Phanh, nhờ đó Lưu Phong được thăng chức và giữ những vai trò trọng yếu trong trấn.
Thời trẻ, Lưu Tế từng đi du lịch Trường An ứng thí, vượt qua các kì sát hạch của triều đình. Sau khi Chu Thao chết năm 785 thì Lưu Phanh kế nhiệm. Lưu Tế sau đó được cha bổ nhiệm là Ngự sử trung thừa, Hành quân tư mã, giữ thứ sử Mạc châu. Cuối năm đó, Lưu Phanh bệnh nặng, Lưu Yong hầu hạ bên cạnh nhưng tỏ ra không luyến tiếc về quyền kế vị; nên cho mời Lưu Tế về U châu và ủng hộ ông kế vị. Vua Đức Tông hạ chiếu phong ông là quyền Tiết độ sứ. Ít lâu sau Lưu Phanh qua đời, Lưu Tế theo truyền thống ở Hà Bắc, lên kế nhiệm. Nhà Đường công nhận ngôi vị, phong cho ông làm tiết độ sứ, gia Kiểm giáo binh bộ thượng thư.

## Nội bộ bất hòa
Sau cuộc nổi dậy thất bại của Chu Thao, trấn Lư Long vẫn tồn tại nhưng thực lực giảm sút, do đó Lưu Tế tỏ ra cung thuận với nhà Đường vì lực lượng chưa đủ mạnh. Dù không nộp thuế nhưng ông vẫn thực hiện việc triều cống cho nhà Đường, khác với nhiều phiên trấn lớn đương thời, nên được nhà vua hậu đãi. Năm 789 được phong làm Tả phó xạ, sau còn gia Đồng trung thư môn hạ bình chương sự (796).
Lúc này giữa anh em Lưu Tế xảy ra bất hòa. Nguyên là khi lên nắm quyền, Lưu Tế phong cho Lưu Yong làm thứ sử Doanh châu và hứa cho làm người kế nhiệm mình. Tuy nhiên không được bao lâu thì Lưu Tế cho con trai trưởng là Lưu Cổn là phó sứ, vì thế Lưu Yong không hài lòng. Năm 792, Yong xin theo về với triều đình nhà Đường vào mùa thu gửi quân giúp nhà Đường chống Thổ Phiên. Lưu Tế tức giận và đưa quân tấn công em mình. Năm 794, Lưu Yong bị thất thế ở Doanh châu, do đó đem quân lính và người dân về phía tây xin trực thuộc sự kiểm soát của triều đình nhà Đường. Năm 800, em trai cùng mẹ của ông là thứ sử Trác châu Lưu Nguyên kháng mệnh của ông, ông đem quân tấn công Trác châu, bắt Lưu Nguyên và đem về U châu. Vua Đức Tông triệu Lưu Nguyên và kinh và phong cho quan tước.
Thuận Tông tức vị (805), tái phong cho ông là Kiểm giáo tư đồ.

## Chiến dịch chống Triệu và qua đời
Năm đầu Nguyên Hòa thời Đường Hiến Tông (806) được kiêm chức Thị trung. Năm 807, Lưu Tế xảy ra tranh chấp với tiết độ sứ Thành Đức Vương Sĩ Chân và tiết độ sứ Nghĩa Vũ Trương Mậu Chiêu. Đường Hiến Tông cử đại thần Phòng Thức làm trung gian hòa giải cho các trấn.
Năm 809, Vương Sĩ Chân qua đi, con là Vương Thừa Tông lên thay, xin dùng hai châu Đức, Lệ để đổi lấy sự công nhận của triều đình, nhưng sau đó lại không nộp đất. Nhà Vua tức giận, hạ lệnh tấn công Thành Đức. Tiết độ sứ Ngụy Bác là Điền Quý An. sợ rằng một khi mà Thành Đức bị diệt thì Ngụy Bác sẽ là mục tiêu tiếp theo của triều đình, do đó triệu tập chư tướng đến để vấn kế. Ngay khi đó, sứ giả Lư Long là Đàm Trung can ngăn vì nếu làm như vậy chẳng khác gì chọc tức triều đình, khi đó người bị tấn công sẽ là họ Điền chứ không phải họ Vương. Đàm Trung còn khuyên Quý An bề ngoài cử quân giúp triều đình nhưng sẽ ngấm ngầm kết ước và hỗ trợ Vương Thừa Tông. Quý An nghe theo, giả vờ cử quân tấn công và chiếm lấy quận Đường Dương của Thành Đức. Khi đó quân triều đình chưa tới nơi thì Lưu Tế đã suất tiền quân đánh trước, bắt hơn 300 người, chém 1000 thủ cấp, lấy các huyện Lạc Thọ, An Bình, Bác Lục rồi báo lên triều đình. Nhà Vua hạ chiếu phong cho tử tôn bốn người chức Lục phẩm. Về sau Vương Thừa Tông sai sứ trần tình, quân triều đình chịu lui, Lưu Tế được phong chức Trung thư lệnh.
Khi kết thúc chiến dịch thì Lưu Tế đã bị bệnh nặng ở Nhiêu Dương. Người con thứ hai của ông là Lưu Tổng cầm quân ở ngoài, trong khi con trưởng Lưu Cổn ở lại trong trấn. Thấy cha bị bệnh, Lưu Tổng bí mật âm mưu với Đường Hoằng Thực, Thành Quốc Bảo... giả mạo ý chỉ của nhà vua, trong chiếu viết rằng triều đình không hài lòng với Lưu Tế và dự định cho Lưu Cổn thay ông. Lưu Tế tức giận, cho triệu Lưu Cổn đến chỗ mình và giết mấy chục tướng lĩnh thân thiện với Cổn. Sau đó Lưu Tổng đánh thuốc độc giết chết Lưu Tế, rồi giả lệnh ông cho đánh Lưu Cổn cho tới chết, sau đó nắm quyền chỉ huy tại trấn. Năm đó Lưu Tế được 54 tuổi, triều đình hạ chiếu ban thụy cho ông là Trang Vũ.